# Szószék

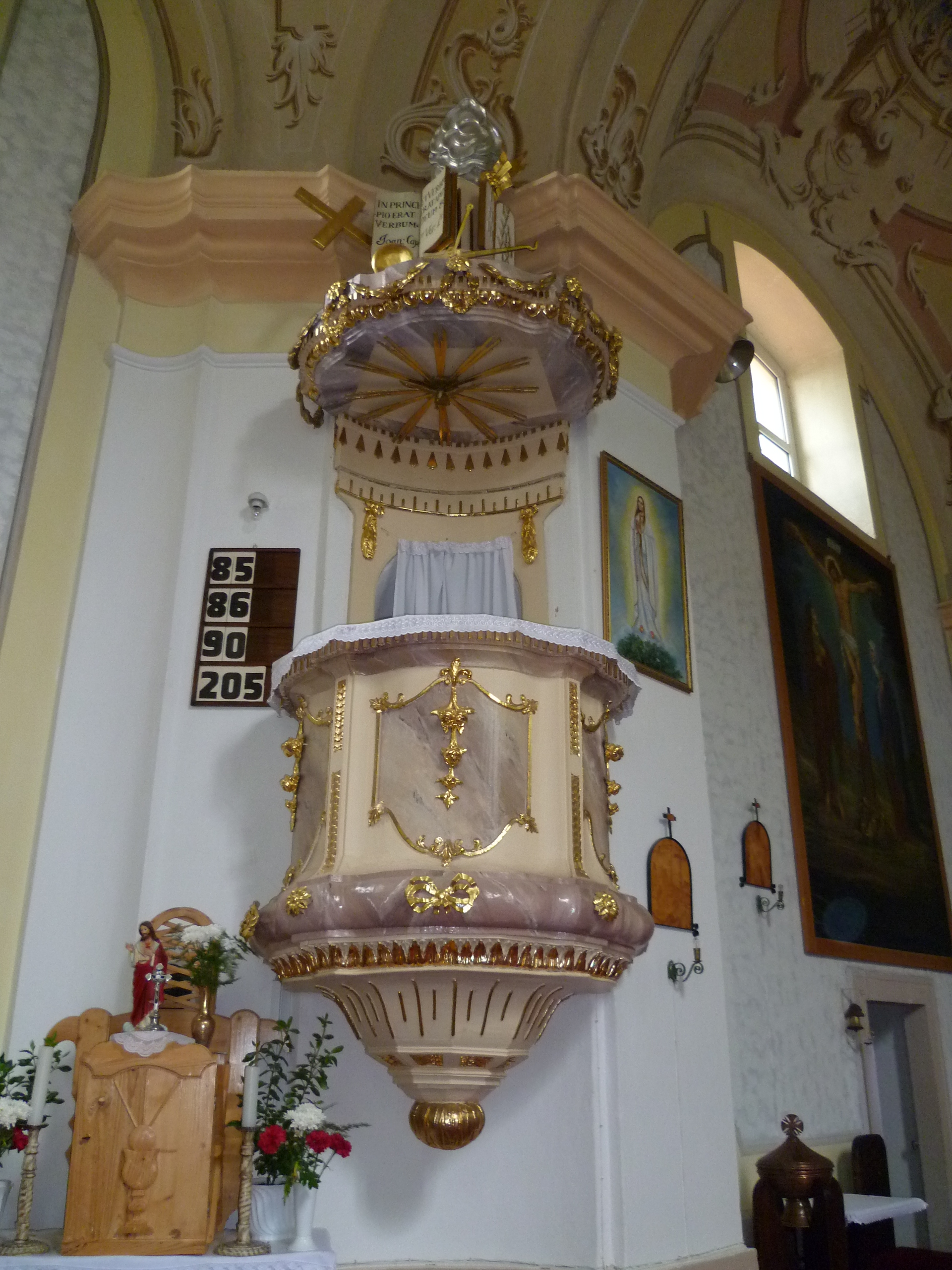
Díszes szószék

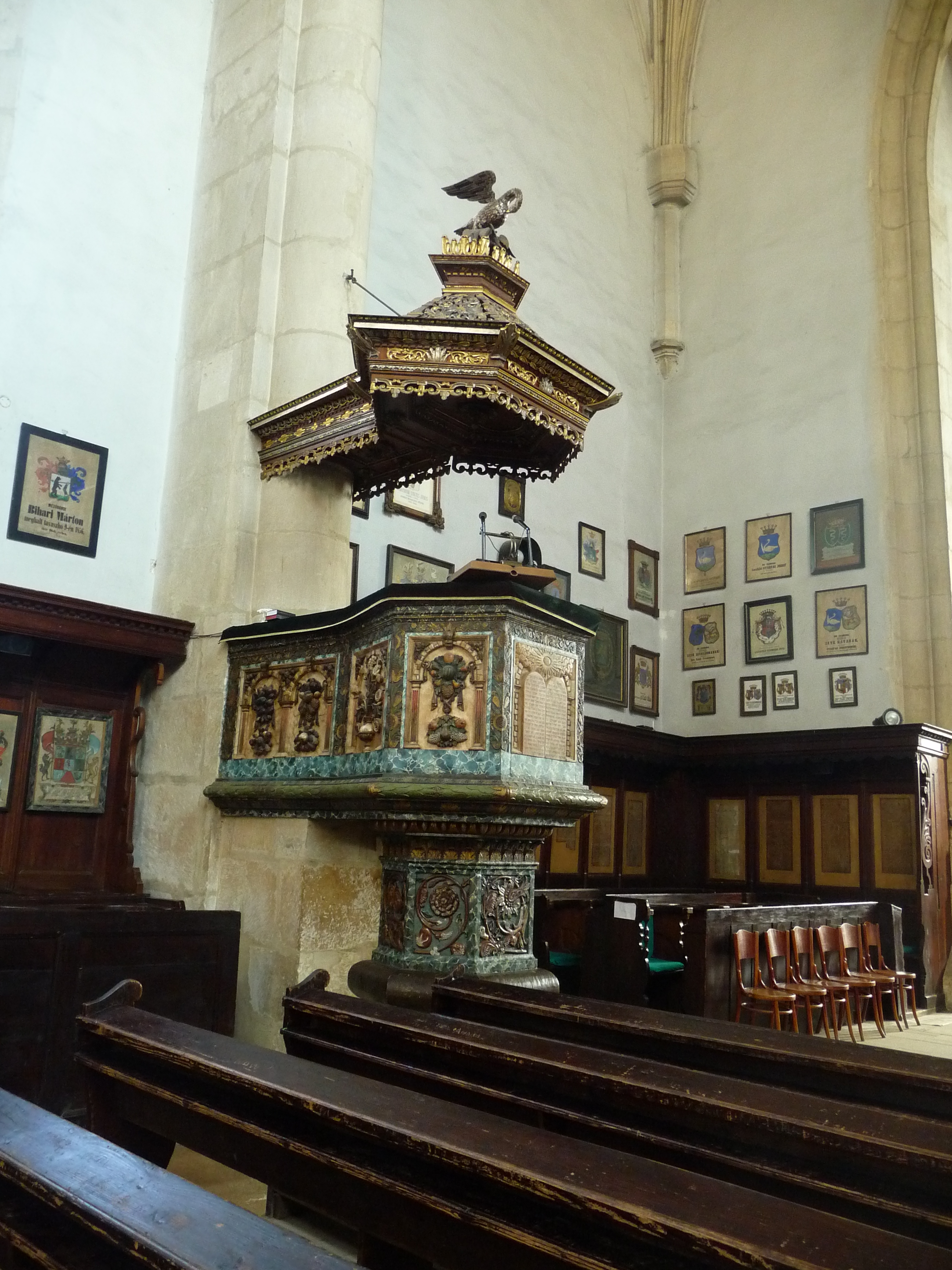
A kolozsvári Farkas utcai református templom szószéke

A szószék vagy pulpitus szónoki emelvény, amely lehetővé teszi, hogy a hallgató közönség a beszélőt jobban hallhassa és láthassa. 
Felekezettől függően lehet gazdag, művészi díszítésű vagy egyszerűbb kivitelű. Készülhet kőből, márványból vagy akár fából. 

## Mint templomberendezés
A keresztény templomokban a román korban még szabadon állt. A későbbi korokban szokásos templomberendezéssé, a templom falából kiugró építménnyé vált. A templom középpontjába valamelyik oldalfal középtengelyében a szószéket helyezték el.  A szószékek feljáróját, párkányzatát, talapzatát gyakran falazták, nemegyszer művészi módon kőből faragták (pl. a kolozsvári Farkas utcai református templomban). A hangvetők azonban szinte kivétel nélkül fűrészelt, leginkább a famennyezetek stílusában festett díszítésű asztalosmunkák voltak. A református templomokban kedvelt motívum volt a saját vérével fiókáit tápláló pelikán, amelynek alakját  gyakran illesztették a szószékkorona csúcsára. Az épített szószékfeljáró, szószéktalapzat és a szószék párkányzata felületein lévő vakolatdíszítés a 19. század elejétől fogva a forrásává vált lakóházak díszítőmotívumainak is, ezek közvetlenül befolyásolták a lakóházak oromzatának, homlokzatának építészeti kiképzését.